# Jack Brewer (Baseballspieler)
Jack Herndon Brewer, Spitzname Buddy, (* 21. April 1918 in Los Angeles, Kalifornien; † 30. November 2003 in Sun City, Kalifornien) war ein US-amerikanischer Baseballspieler in der Major League Baseball (MLB) auf der Position des Pitchers. 

## Werdegang
Brewers besuchte die University of Southern California in Los Angeles. Er machte seine ersten Erfahrungen im Profibaseball 1940 bei New Jersey Giants in der International League, einer Liga der Minor League Baseball (MiLB). Für New Jersey lief er in der Saison jedoch nur vier Spiele auf. 1944 debütierte der rechtshändige Pitcher am 15. Juli in der MLB im Spiel gegen die Philadelphia Phillies. Brewer pitchte ein komplettes Spiel und ließ nur fünf gegnerische Hits und einen Run zu. Das Spiel gewannen die Giants mit 6 zu 1. 1945 sollte Brewers erfolgreichstes Jahr in der MLB werden. In dieser Saison lief er 28 Mal für die Giants auf, pitchte davon acht Mal das komplette Spiel, warf 49 Strikeouts bei einer Earned Run Average (ERA) von 3.83. Die Saison 1946 wurde Brewers letztes Jahr in MLB, denn er machte am 18. April 1946 sein letztes Spiel im Trikot der Giants gegen die Brooklyn Dodgers. In dem Spiel pitchte er zwei Innings und ließ drei Hits und drei Runs zu. Das Spiel verloren die Giants mit 1 zu 8. Anschließend spielte Brewer bis 1950 in der Triple-A bei verschiedenen Teams.
Brewer verstarb im Alter von 85 Jahren in Sun City, Kalifornien und wurde auf dem Riverside National Cemetery in Riverside begraben. Er kam in seiner MLB-Karriere auf neun Wins, zehn Losses, 73 Strikeouts und einer ERA von 3.49 in 43 Einsätzen und 216 2⁄3 gepitchten Innings.